# 이창세
이창세(李昌世, 1940년 8월 25일 ~ 2003년)는 대한민국의 전 바둑 기사이다.

## 약력
1960년 만 20세의 나이에 입단했다. 1962년 패왕전 결선에 진출했으나 조남철에 패해 준우승을 차지했다. 1963년과 1964년 국수전에서 조남철에 이어 준우승을 했다. 1964년 4월, 당시 주서독대사이던 최덕신의 초청으로 독일에 건너가 바둑 보급 활동을 하였다. 아후 1984년 6월에 6단으로 승단하였다. 2003년에 사망했다.